# Soma Orlai Petrich
Soma Orlai Petrich (ur. 1822 w Mezőberény, zm. 1880 w Budapeszcie) – węgierski malarz i grafik specjalizujący się w malarstwie historycznym i portretowym.

## Życiorys
Jego ojciec był Serbem, matka Węgierką. Początkowo chciał zostać pisarzem, wkrótce jednak odkrył w sobie talent malarski. W wieku 20 lat wyjechał do Wiednia dla odbycia studiów na Akademii Sztuk Pięknych. W 1846 roku był uczniem Jakaba Marastoni, a od 1847 uczył się u F. Waldmüllera.
Po zakończeniu studiów rozpoczął karierę malarską, odtwarzając głównie wydarzenia historyczne i zajmując się litografią, którą opanował podczas powstania węgierskiego 1848 roku; brał w nim czynny udział, a po jego upadku wyjechał do Monachium. W 1850 roku rozpoczął studia na tamtejszej Akademii Sztuk Pięknych.
Jednym z jego najważniejszych obrazów było Odnalezienie ciała Ludwika II (1851), w czym znacznie wyprzedził słynne ujęcie tego tematu przez Bertalana Székelego. Wraz z nim Petrich należał do wybitniejszych i popularniejszych przedstawicieli węgierskiego malarstwa w połowie XIX wieku.